# Tchula Lake
Tchula Lake (też Tchula River, Little River) – strumień w hrabstwie Holmes w stanie Missisipi w Stanach Zjednoczonych. Jej długość wynosi 76 km. Uchodzi do Yazoo.
Nazwa pochodzi prawdopodobnie od czoktawskiego słowa chula (lis). Alternatywna hipoteza wywodzi ją od słowa chulha oznaczającego „podzielony, zaznaczony”. W tym wariancie oznaczałaby ona prawdopodobnie obiekt służący do oznaczenia granicy.